# Запоріжжя FM
Радіо «Запоріжжя FM», (також «Радіо Запоріжжя») — українська радіостанція, єдине обласне радіо в Запорізькій області, що орієнтоване переважно на населення середнього віку.

## Історія
Радіо «Запоріжжя» засноване 25 лютого 1939 року разом із заснуванням Запорізької  області.
Найвідоміші диктори: Алла Морозова, Василь Федина, Авіата Бачуріна, Наталія Нескородова.
Радіо вело мовлення на багатоступеневій основі поряд із Всесоюзним та Українським радіо.
Рішенням Національної ради України з питань телебачення і радіомовлення станції було надано УКХ-частоти.
1 вересня 2011 року було значно змінено обсяг мовлення та формат передач.
Передачі, що стали історією:
- програма «Роде мій красний». Виходила на Запорізькому обласному радіо до травня 2010 року. Ведуча — Світлана Коваленко. У передачі транслювалися уривки з літературних творів, зокрема в останній рік — поема Григорія Лютого «Мама Марія» у виконанні автора. У травні 2010 року за участі Авіати Бачуріної було запущено передачу «Сузір'я», яка виходить в ефір і дотепер (зараз веде її Ніна Деркач). До 1 вересня 2011 року — час виходу в ефір 14:00—14:30, з 1 вересня до 31 грудня 2011 року — 1 раз на 2 тижні у неділю з 20:00 до 20:30, з 1 січня 2012 року — щонеділі з 20:00 до 20:15;
- програма «Срібний диск». Розповіді про виконавців та їх пісні. До 1 січня 2012 року час виходу в ефір — 20:00—20:30 з вівторка по четвер. Вели передачу почергово Авіата Бачуріна і Наталія Нескородова, з квітня 2011 року — Оксана Гладій і Леся Люта. У 2012 році формат та час передачі істотно змінилися. У програмі «Срібний диск» розповідається про естрадну та популярну музику, і виходить в ефір щонеділі о 06:10 та щопонеділка о 08:10, ведуча — Леся Люта. Проте передача старого формату на обласному радіо існує, і має назву «Гроно»;
- програма «Корисні поради». До 1 січня 2012 року виходила в ефір в той час, який зараз наданий передачі «Незабутнє»;
- програма «До, ре, мі». Формат схожий на передачу «Камертон настрою», до 1 вересня 2011 року виходила в ефір у понеділок (20:15—20:30), суботу (14:45—15:00, 17:45—18:00, 18:45—19:00), неділю (18:45—19:00). Ведучі — Авіата Бачуріна, Наталія Нескородова, Оксана Гладій, Леся Люта);
- програма «Музичний сувенір». Створювалася за листами радіослухачів. Ведуча — Наталія Нескородова, з квітня по серпень 2011 року — Оксана Гладій. Виходила в ефір щоп'ятниці о 20:00 з повтором у суботу в цей же час;
- програма «Рядки ваших листів». Одна з найстаріших передач обласного радіо. Щонеділі о 06:10 і щопонеділка о 08:10 радіослухачі чули привітання зі знаменними датами у житті. Ведучі — Авіата Бачуріна, з квітня по серпень 2011 року — Леся Люта. 1 вересня 2011 року з невідомих причин всі передачі на замовлення слухачів було скасовано (Національна рада заборонила державним радіо виводити у ефір безкоштовні програми на замовлення пісень...);
- програма «Музичний калейдоскоп». Існувала з 1 вересня по 31 грудня 2011 року як заміна програми «Рядки ваших листів». Зараз її час віддано передачі «Срібний диск»;
- програма «Козацькі жарти». Виходила раз на 2 тижні у неділю (15:45—16:00) за участю відомого запорізького гумориста і сатирика Петра Ребра, та народного артиста України Юрія Бакума. Нині рубрика «Козацькі жарти» раз на місяць виходить у програмі «Добрий вечір»;
- програми «Європейський вибір України» та «Євроатлантичне партнерство». З березня 2010 року замість них у четвер (18:30—18:45) виходить програма «Акцент»;
- програма «Агроконтинент». З січня 2013 року передача про сільське господарство скасована, замість неї у п'ятницю (18:30—18:45) виходить програма «Перспектива»;
- програма «Радіонотатки про податки». З осені 2012 року змінила назву на «Координати права» і охопила ширше коло юридичних питань;
- програма «Світ кіно». Розповіді про режисерів і акторів, відомі і не дуже фільми. Виходила в ефір у вівторок раз на 2 тижні (18:45—18:55). Нині рубрику «Світ кіно» інколи можна чути у програмі «Добрий вечір»;
- конкурсні і тематичні програми — їх випуск був одноразовим і присвячувався пам'ятним датам. Наприклад — програма «І навіть гармати муз не примусять мовчати» була присвячена річниці визволення Запоріжжя від німецько-фашистських загарбників;
- передачі «Вибори». Під час передвиборчих кампаній велися трансляції агітаційних матеріалів у час з 19:30 (інколи трансляція завершувалася близько 22:30), але вже перед парламентськими виборами 2012 року трансляцію цих матеріалів було переміщено на радіо «Запоріжжя-FM», і передача «Вибори» вперше не вийшла в ефір.

## Розповсюдження
- Проводове мовлення — на території Запорізької області.
- УКХ діапазон — 70,73 МГц на території в радіусі 60 км від м. Запоріжжя
- Впевнений прийом — у м. Запоріжжі, Запорізькому районі до смт Комишуваха, у Василівському районі до м. Василівка. Проте з якісною антеною сигнал може бути доступним і у більш віддалених місцеївостях.

Відповідно до даних сайту «Світ радіо», обласному радіо ще належать частоти 68,72 МГц (Мелітополь), 71,06 МГц (Токмак) і низка інших на території області. Проте, за спрстереженнями, мовлення обласного радіо на цих частотах не ведеться, вони цілком зайняті Національною радіокомпанією України.

## Обсяг мовлення
- Обсяг мовлення по буднях становить 2 години 10 хвилин на добу (06:45—06:55, 08:10—08:30, 15:40—16:00, 18:10—19:00, 20:00—20:30)
- Обсяг мовлення у вихідні дні становить 2 години 15 хвилин на добу (субота 6:10-6:30, 08:10—08:30, 17:45—18:00, 18:10—19:00, 20:00—20:30, неділя 06:10—06:30, 08:10—08:30, 15:45—16:00, 18:10—19:00, 20:00—20:30).

Раніше, до 1 вересня 2011 року, в суботу виходили додатково блоки мовлення 12:40—12:57, 14:00—15:00, а недільний блок 20:00—20:30 був відсутнім.
- До 1 вересня 2011 року обласне радіо не виходило в ефір під час трансляції засідань Верховної Ради України. Наразі блоки мовлення обласного радіо виходять щодня і чітко за графіком.

## Передачі
- Інформаційні програми — з понеділка по п'ятницю о 18:10, з вівторка по суботу о 08:10.
- Передача «Відверто про головне» — діалог з гостями в прямому ефірі на актуальні теми сьогодення, щопонеділка о 18:35 — після закінчення інформаційного випуску та блоку реклами
- Передача «Екомонітор» — актуально про екологію рідного краю: новини з навколишнього середовища, стан природи, поради на щодень. Щовівторка о 18:30
- Передача «На часі» — нагальні соціальні проблеми та шляхи їх розв'язання. Щосереди о 18:30.
- Передача «Акцент» — нове у житті запорізького краю з вуст експертів, дискусії фахівців. Щочетверга о 18:30, щонеділі о 18:45.
- Передача «Перспектива» — Запоріжжя в координатах української політики. Щоп'ятниці о 18:30.
- Передача «Координати права» — новели законодавства та їх відбиток на житті суспільства. Роз'яснення проблемних питань. Щовівторка о 18:45.
- Передача «Абетка споживача» — чи все те золото, що блищить: як не стати жертвою обману продавців. Щосереди о 18:45.
- Передача «Троянди і виноград» — у саду та на городі: актуальні поради до сезону. Щочетверга о 18:45.
- Передача «Будьте здорові!» — проблеми медицини, охорони здоров'я, профілактика захворювань. Щоп'ятниці о 18:45.
- Передача «Школярик» — для найменшої аудиторії. Кожного буднього дня о 15:50, у суботу о 18:45, у неділю о 08:20.
- Передача «Незабутнє» — історичні паралелі. Кожного буднього дня о 15:55, у неділю о 08:25.
- Передача «Духовні бесіди» — про релігійне життя людини. Щопонеділка о 20:00.
- Передача «Камертон настрою» — тематична музична добірка. Щопонеділка о 20:15 та щосуботи о 06:10.
- Передача «Срібний диск» — популярні українські та зарубіжні виконавці. Щопонеділка о 8:10 та щонеділі о 06:10.
- Передача «Гроно» — музика у всіх її стилях та на кожен смак. З вівторка по суботу о 20:00.
- Передача «Добрий вечір» — нове в культурі Запорізького краю, розповіді митців, інтерв'ю з авторами, співаками, художниками, іншими неповторними особистостями. Перлини музики. Щосуботи та щонеділі о 18:10.
- Передача «Сузір'я» — розповіді про людей, яких пам'ятає історія та люди. Щонеділі о 20:00.
- Передача «Мова рідна, слово рідне» — літературні та граматичні аспекти, все про красу рідної мови. Щонеділі о 20:15.